# Greatest Hits (album Groove Coverage)
Greatest Hits – kompilacja zespołu Groove Coverage, wydana w listopadzie 2007 roku. Płyta zawiera wszystkie największe przeboje grupy. Można na nim również znaleźć kilka zupełnie nowych brzmień, jak na przykład utwór "Nothing Lasts Forever", "Living on a Prayer", czy promujący płytę singiel "Because I Love You" - cover piosenki Steviego B. Na tym albumie znajduje się także wiele popowych ballad i kilka mocnych, tanecznych remiksów.

## Lista utworów

### CD1
1. Because I Love You - Radio Edit
2. 7 Years And 50 Days - Radio Edit/Video Edit
3. Million Tears
4. God Is A Girl - Radio Edit
5. Summer Rain
6. Moonlight Shadow - Radio Version
7. Nothing Lasts Forever
8. The End - Radio Edit
9. Little June
10. Poison - Radio Version
11. Runaway - Album Version
12. Last Unicorn
13. Angel From Above
14. Livin' On A Prayer
15. Call Me
16. Holy Virgin - Radio Edit

### CD2
1. Moonlight Shadow - Pure & Direct Version
2. She - Radio Edit
3. November Night
4. Only Love
5. Remember - Album Version
6. When Love Lives In Heaven
7. Far Away From Home
8. When Life
9. Lullaby For Love
10. You
11. On The Radio - Radio Edit
12. 21st Century Digital Girl - Radio Edit
13. I Need You - DJ Uhey Remix
14. 21st Century Digital Girl - Satomi Mix
15. She - Skam Mix